# Мерло, Луис
Лу́ис Мари́я Ларранья́га Ме́рло (исп. Luis Maria Larrañaga Merlo; род. 13 июня 1966) — испанский актёр театра и кино, наиболее известный по роли Гектора де ла Веги в сериале «Чёрная лагуна».
Луис Мерло заслужил некоторое число наград в своей стране, от таких организаций как Fotogramas de Plata, Испанской киноакадемии и других. Известность и наибольшее количество наград и номинаций ему принесла роль в сериале «Здесь никто не живёт».

## Биография
Луис Мерло родился 13 июня 1966 года в семье артистов Марии Луизы Мерло и Карлоса Ларраньяги. С детства он с родителями ездил по театральным гастролям и привык к сцене и декорациям. Детство повлияло на его судьбу; он связал свою жизнь с театром, как и его братья и сестра: Како, Педро и Ампаро Ларраньяга. После школы Луис год занимался танцами, а потом поступил в институт на драматическое отделение. Свою первую сценическую роль он сыграл в 1985 году в постановке «Саломеи» Оскара Уайльда.
Дебют Луиса Мерло в кино состоялся в 1986 году. Он сыграл в фильме «Нужно разрушить дом» молодого человека, домогающегося любви пожилой женщины, которую сыграла родная тётя Луиса Ампаро Ривеллес. Мерло сыграл много значимых театральных ролей, например, Калигула или Зигмунд Фрейд. Телевизионная известность пришла к нему с ролью в сериале «Здесь никто не живёт», где Мерло сыграл гея-журналиста Маури. Эта роль получила больше всего кинонаград из всех, сыгранных Луисом. Самая знаменитая в мире роль Луиса Мерло — Гектор де ла Вега из сериала «Чёрная лагуна». Он играл учителя, желающего вырастить достойных учеников. Эта роль удостоилась премий от Fotogramas de Plata и TP de Oro. Луис Мерло неоднократно получал премии за лучшие театральные роли. В настоящее время Луис Мерло нечасто снимается в кино из-за загруженности в театре.

## Фильмография
| Год       |     | Русское название     | Оригинальное название    | Роль                     |
| --------- | --- | -------------------- | ------------------------ | ------------------------ |
| 1986      | ф   | Нужно разрушить дом  | Hay que deshacer la casa | Марсело                  |
| 1987      | ф   |                      | Bajarse al moro          | Yonqui                   |
| 1987      | ф   | Сеньора              | La senyora               | Рафаэль                  |
| 1989      | ф   |                      | Los ochenta son nuestros |                          |
| 1994      | ф   |                      | Compuesta y sin novio    | Juanjo                   |
| 1994      | ф   | И наконец в покое!   | Por fin solos!           |                          |
| 1996—2000 | с   |                      | La casa de los líos      | Начо                     |
| 1998—1999 | с   |                      | Una de dos               | Гильермо III             |
| 1998      | ф   |                      | Senor Alcade             | Дэни Хиррера             |
| 1998      | кор |                      | Créeme, estoy muerto     | Camarero                 |
| 1999—2006 | с   | 7 жизней             | 7 vidas                  | Матео                    |
| 2000—2003 | с   | Рай                  | Paraíso                  | Луи                      |
| 2000—2001 | с   |                      | Abierto 24 horas         | Поло                     |
| 2001      | ф   | Центральная больница | Hospital Central         | Анибал Гонсалез де Ландо |
| 2003—2006 | с   | Здесь никто не живет | Aquí no hay quien viva   | Маури Идальго            |
| 2003      | ф   |                      | London Street            | Адольфо                  |
| 2006      | ф   | Они наступают        | Lo que surja             | синьор Химено            |
| 2008      | мф  | Дух живого леса      | Espíritu del bosque      | Кеболо                   |
| 2007—2010 | с   | Чёрная лагуна        | El internado             | Гектор де ла Вега        |
| 2016      | с   | Соседи               | La que se avecina        | Бруно                    |